# 886 Washingtonia
886 Washingtonia, asteroid glavnog pojasa. Otkrio ga je George Henry Peters, 16. studenog 1917.

## Vanjske poveznice
- Minor Planet Center